# نيكولا كيروف
نيكولا كيروف (بالبلغارية: Никола Киров)‏ هو كاتب بلغاري، ولد في 28 يونيو 1880 في Kruševo ‏ في شمال مقدونيا، وتوفي في 1962 في صوفيا في بلغاريا.